# Parajapyx intermedius
Parajapyx intermedius är en urinsektsart som beskrevs av Filippo Silvestri 1948. Parajapyx intermedius ingår i släktet Parajapyx och familjen Parajapygidae. Inga underarter finns listade i Catalogue of Life.